# Artyom Filiposyan
Artyom Filiposyan (Tashkent, 6 gennaio 1988) è un ex calciatore uzbeko, di ruolo difensore.

## Carriera

### Club
Ha giocato nei campionati uzbeko, cinese, thailandese ed indonesiano.

### Nazionale
Ha esordito in nazionale nel 2010.

## Palmarès

### Competizioni internazionali
- Coppa dell'AFC: 1

Nasaf Qarshi: 2011

### Competizioni nazionali
- Coppa dell'Uzbekistan: 3

Bunyodkor: 2012, 2013
Lokomotiv Tashkent: 2014
- Campionato uzbeko: 1

Bunyodkor: 2013
- Coppa di Lega thailandese: 1

PT Prachuap: 2019